# Ukreximbank
Die Ukreximbank (ukrainisch Укрексімбанк) bzw. Staatliche Export-Import Bank der Ukraine (ukrainisch Державний експортно-імпортний банк України) ist eine der größten Banken der Ukraine. Die Bank gehört dem Ministerkabinett der Ukraine und ist somit eine Staatsbank.

## Struktur
Die Bank hat ihren Hauptsitz in Kiew. Daneben gibt es 27 Zweigniederlassungen in den jeweiligen Oblastzentren der Ukraine und 93 Filialen sowie 2 Repräsentanzen in New York City und London. Die Ukreximbank unterhält das größte Korrespondenzbanknetz der Ukraine.

## Geschichte
Die Bank wurde am 3. Januar 1992 gegründet und auf den Ukas des damaligen ukrainischen Präsidenten Leonid Krawtschuk Nummer 29 gegründet und am 23. Januar des gleichen Jahres erhielt sie die Banklizenz der Nationalbank der Ukraine.

## Vorstandsvorsitzende
Derzeitiger Vorstandsvorsitzender ist Jewhen Mezher.
- Jaremenko Sergej Alexandrowitsch (Januar 1992 – August 1995)
- Sorokin Alexander Nikolajewitsch (August 1995 – März 2005)
- Viktor Kapustin (März 2005 – April 2010)
- Udovychenko Nikolai (April 2010 – Februar 2013)
- Belous Vitaliy (Februar 2013 – August 2014)
- Alexander Gritsenko (August 2014 – März 2020)
- Jewhen Mezher (seit dem 13. März 2020)